# Горшков, Дмитрий Степанович
Дми́трий Степа́нович Горшко́в (1870 — ?) — член Государственной думы I созыва от Херсонской губернии.

## Биография
Родился в 1870 году в купеческой семьи.
Окончил Елисаветградскую гимназию и юридический факультет Московского университета. Два года учился в Русской школе общественных наук в Париже.
Был редактором-издателем газеты «Голос Юга», издал несколько популярных книг. был землевладельцем Елисаветградского уезда (имение в селе Ивановка Акимовской волости) и избирался гласным Елисаветградского уездного и Херсонского губернского земских собраний. Участвовал в земских съездах. Был членом Конституционно-демократической партии, участвовал в её учредительном съезде в октябре 1905 года. Состоял председателем Елисаветградского уездного комитета партии, затем ставшего отделением губернского комитета для Александрийского, Ананьевского и Елисаветградского уездов.
В 1906 году был избран членом I Государственной думы от Херсонской губернии. Входил в конституционно-демократическую фракцию. Состоял членом бюджетной комиссии. Подписал законопроект «О собраниях».
Дальнейшая судьба неизвестна.